# Reichenstraße 19 (Quedlinburg)

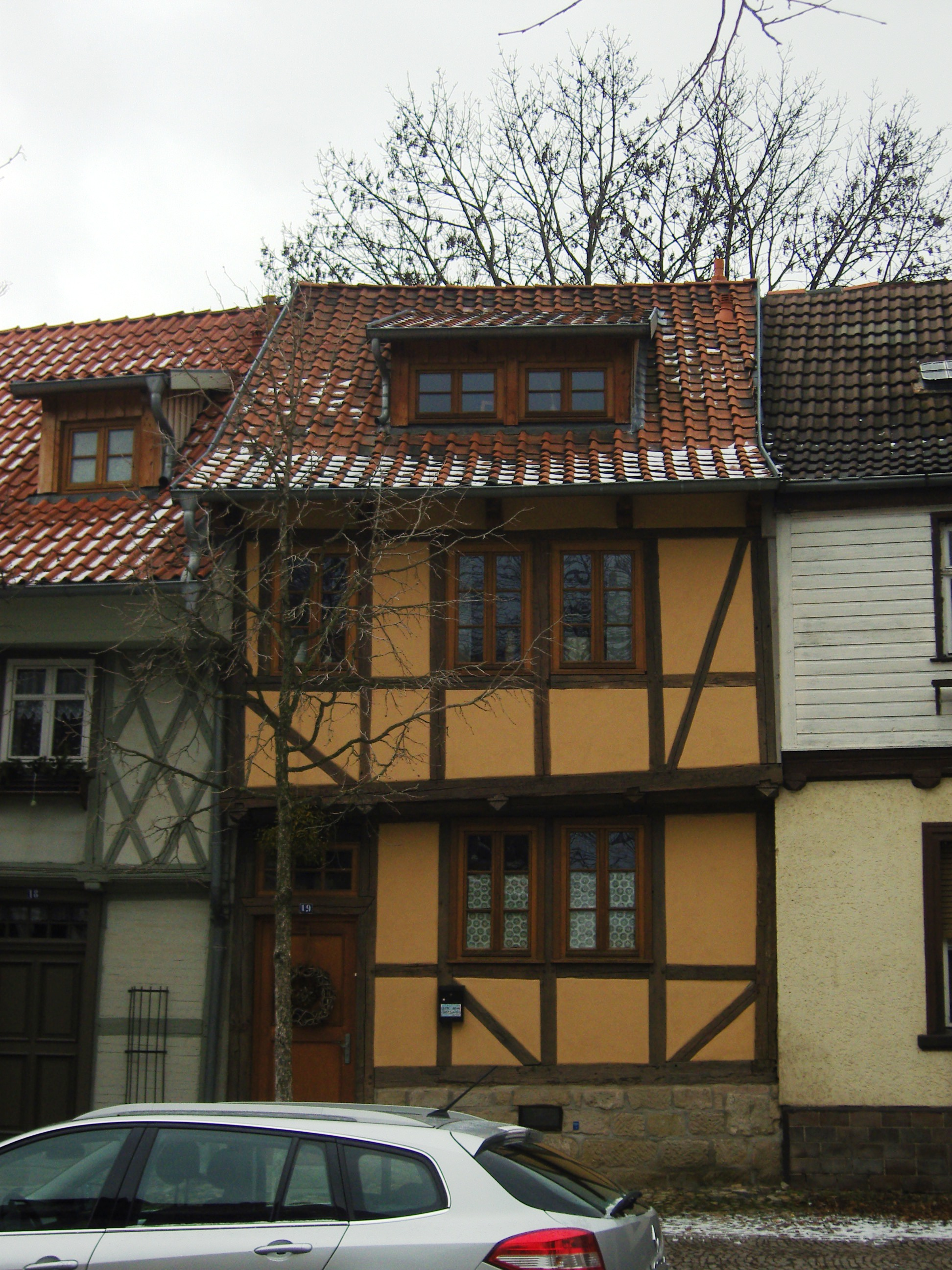
Haus Reichenstraße 19

Das Haus Reichenstraße 19 ist ein denkmalgeschütztes Gebäude in der Stadt Quedlinburg in Sachsen-Anhalt.

## Lage
Es befindet sich im nördlichen Teil der historischen Quedlinburger Neustadt und gehört zum UNESCO-Weltkulturerbe. Das Gebäude ist im Quedlinburger Denkmalverzeichnis als Wohnhaus eingetragen. Südlich grenzt das gleichfalls denkmalgeschützte Haus Reichenstraße 18 an.

## Architektur und Geschichte
Das kleine zweigeschossige Fachwerkhaus entstand nach einer Inschrift am Gebäude im Jahr 1702. Als Bauherren werden Christian Wagner und Margarete Herbest angegeben. Auf den Baumeister verweist das Signum LZM. Um 1820 und 1880 erfolgten Umbauten. Ende des 20. Jahrhunderts war die Fachwerkfassade verputzt. Etwa Anfang des 21. Jahrhunderts fand eine Sanierung statt. In diesem Zusammenhang wurde auch die Verputzung entfernt.